# Розв'язки рівнянь Ейнштейна
Розв'язати рівняння Ейнштейна — означає знайти вигляд метричного тензора {\displaystyle g_{\mu \nu }} простору-часу. Задача ставиться заданням граничних умов, координатних умов та написанням тензора енергії-імпульсу. {\displaystyle T_{\mu \nu }}, який може описувати як точковий масивний об'єкт, розподілену матерію чи енергію, так і весь Всесвіт цілком. Залежно від вигляду тензора енергії імпульсу розв'язки рівнянь Ейнштейна можна поділити на вакуумні, польові, розподілені, космологічні та хвильові. Існують також суто математичні класифікації розв'язків, засновані на топологічних або алгебричних властивостях описуваного ними простору-часу, або, наприклад, на симетрії алгебри тензора Вейля даного простору (класифікація Петрова).

## Класифікація за заповненням простору
Ця класифікація заснована на вигляді тензора енергії-імпульсу {\displaystyle T_{\alpha \beta }} і тут можна виділити кілька типів розв'язків:
- Вакуумні розв'язки — такі розв'язки виходять, якщо:

Тоді рівняння Ейнштейна зводяться до:
У математиці такі розв'язки називають просторами Ейнштейна, їх дослідженням у межах ріманової і псевдоріманової геометрії присвячено багато робіт.
Найпростіший із таких розв'язків при {\displaystyle \Lambda =0} — простір-час Мінковського, що описує абсолютно порожній простір без космологічної сталої. Ці розв'язки також можуть описувати місце навколо масивного компактного об'єкта (аж до його поверхні або сингулярностей). До таких відносять метрики Шварцшильда, Шварцшильда — Десіттера, Керра, Райсснера — Нордстрема, Керра — Ньюмена, Ньюмена — Унті — Тамбуріно (НУТ), Тауба — НУТ, Коттлера, Ереца — Розена, К'юведо та інші.
Важливим з фізичної точки зору класом таких розв'язків є хвильові розв'язки, що описують поширення гравітаційних хвиль через порожній простір.
- Польові розв'язки — іноді як джерело гравітаційного поля розглядають різні поля. У разі безмасового поля найчастіше беруть:

- електромагнітне поле (електровакуумні розв'язки, що породжуються, як кажуть, рівняннями Ейнштейна — Максвелла)

- безмасове скалярне поле (скалярні розв'язки)

З масивних полів використовують скалярне поле (зазвичай з нетривіальною самодією) — так отримують бозонні зорі, — або класичне діраківське поле (біспінорне).
- Розподілені розв'язки — такого роду розв'язки описують різноманітні види матерії, для якої зазвичай застосовується «плинне» наближення: пилоподібна, газоподібна або рідка матерія. Правомірність наближення пов'язана з тим, що зазвичай у гравітаційних задачах небесної механіки та астрофізики матерія зазнає дуже великої напруги, так що стає плинною і неізотропністю напруг у ній можна знехтувати.

Тут тензор {\displaystyle T_{\mu \nu }} будується для розподіленої маси (поля енергії-маси) і можна виділити два основні використовувані подання розподіленої матерії:
- ідеальна рідина (рідинні розв'язки)

де {\displaystyle u^{\alpha }} інтерпретується як 4-вектор швидкості рідини в даній точці, {\displaystyle u^{\alpha }u_{\alpha }=-1}, {\displaystyle \rho } — густина енергії рідини, а {\displaystyle p} — її тиск, які мають бути пов'язані рівнянням стану {\displaystyle p=f(\rho ,T)} ({\displaystyle T} — температура рідини);
- невзаємодійний пил (пилові розв'язки) — окремий випадок попереднього при {\displaystyle p\equiv 0}

Можна показати, що під час руху пилу кожен його елемент рухається геодезичною лінією породжуваної метрики.
Можна скласти повну алгебричну класифікацію можливих тензорів другої валентності — наприклад, тензора Ейнштейна або енергії-імпульсу. Варіанти таких класифікацій: тензорна класифікація Сеґре, яку для випадку чотиривимірного простору-часу розробив А. З. Петров (із помилкою — пропуском одного з можливих типів — виведена також у "Теорії поля" Ландау і Ліфшица), і спінорна класифікація Р. Пенроуза. Усі перелічені вище тензори енергії-імпульсу є за цими класифікаціями алгебрично спеціальними.

## За величиною космологічної сталої
- Розв'язки з {\displaystyle \Lambda \,=0} — це розв'язки рівнянь Ейнштейна без лямбда-члена.

- Рішення з {\displaystyle \Lambda \,\neq 0} — це розв'язки рівнянь Ейнштейна з лямбда-членом, наявність якого ускладнює розв'язок, але дозволяє отримувати стаціонарні метрики. Найпростіший із таких розв'язків — метрика де Сіттера.

## Точні та наближені розв'язки
- Точні розв'язки

- Наближені розв'язки — виходять, наприклад, за нерелятивістського наближення деяких параметрів рівнянь Ейнштейна — постньютонівський формалізм, або при розкладанні за малими параметрами.

## Класифікація за залежністю від часу
- Стаціонарні розв'язки — мають часоподібне векторне поле Кіллінга. Для них існує інерційна система відліку, де метричний тензор не залежить від часу.

- Статичні розв'язки — їх поле Кілінга часоподібне і ортогональне відносно сімейства простороподібних поверхонь постійного часу. До таких розв'язків належить метрика Шварцшильда.
- Нестатичні розв'язки — описують змінне гравітаційне поле, але для них можна знайти групу спостерігачів, які не відзначають жодних змін гравітаційного поля. До них належить метрика Керра.

- Нестаціонарні розв'язки

- Хвильові розв'язки — описують гравітаційні хвилі.

## Класифікація за симетрією простору
- Ізотропні розв'язки — їх кривина змінюється однаково вздовж будь-якої осі, проведеної із заданої точки.

- Однорідні розв'язки — розв'язки, ізотропні відносно будь-якої їх точки, тобто мають однакову кривину в будь-якій точці простору.
- Сферично-симетричні розв'язки — кривина постійна на поверхнях, що мають геометрію двовимірних сфер. Центр симетрії таких сфер, як реальна подія простору-часу, може взагалі не існувати, як у випадку кротовин. Ці розв'язки використовують для опису простору навколо статичних чорних дір, кротовин і зір, що не обертаються.

- Анізотропні розв'язки.

- Аксіально-симетричні розв'язки — кривина постійна на лініях, що мають геометрію паралельних одне одному кіл. При існуванні подій самої осі симетрії можна вибрати точку на ній і сказати, що кривина залежить як від відстані до цієї точки, так і від полярного кута (у сферичній системі координат). Ці розв'язки можна зіставити обертовим чорним дірам, зорям, галактикам.
- Дзеркально-симетричні розв'язки — їхня метрика симетрична відносно тривимірної площини.
- Несиметричні розв'язки.

## Класифікація за асимптотикою
Ця класифікація заснована на поведінці розв'язку на світлоподібній нескінченності.
- Асимптотично-плоскі розв'язки — виникають зазвичай за нульової космологічної сталої і компактного носія тензора енергії-імпульсу. На світлоподібних нескінченностях (або принаймні на їх частинах) такий простір-час досить швидко прямує до плоского простору Мінковського. Ці розв'язки дуже важливі з фізичної точки зору, тому що вони з хорошим наближенням описують острівні системи — відокремлені системи астрономічних тіл, такі як чорні діри, планетарні системи, кратні зорі і навіть галактики.

Для таких розв'язків група асимптотичних симетрій простору-часу (група Бонді — Метцнера — Сакса) дозволяє визначити 4-вектор енергії-імпульсу, що зберігається, і розрахувати перехід енергії системи в гравітаційне випромінювання.
- Космологічні розв'язки — основа фізичної космології. Вони описують структуру та еволюцію Всесвіту, що вважається приблизно однорідною та ізотропною. Такі розв'язки відносять до розподілених, оскільки зазвичай для їх задання на теперішньому етапі еволюції Всесвіту розглядається пилоподібна матерія з порошин-галактик.

Зараз загальновизнаним базовим космологічним розв'язком, що описує еволюцію Всесвіту «загалом», є розв'язок Фрідмана — Леметра — Робертсона — Вокера. Раніше розглядали й інші розв'язки — метрики Ейнштейна, Леметра, Еддінгтона.
- Замкнуті розв'язки — в принципі, рівняння Ейнштейна, як локальні рівняння, слабко обмежують глобальну топологію розв'язку, яку задають початковими умовами. Таким чином, можна побудувати розв'язки рівнянь навіть високопатологічних випадків топології. Найпростішим прикладом є простір Мінковського, згорнутий у тор ототожненням гіперплощин {\displaystyle x^{\alpha }=0} і {\displaystyle x^{\alpha }=x_{0}^{\alpha }} за будь-якою кількістю вимірів, навіть за часом.

Тим не менш, деякі обмеження рівняння Ейнштейна все ж накладають, наприклад, простір постійної додатної скалярної кривини обов'язково повинен бути замкнутий.

## Принцип самоузгодженості Новикова
Принцип самоузгодженості Новикова — принцип, покликаний розв'язати парадокси, пов'язані з подорожами в часі, які теоретично допускають деякі розв'язки рівнянь Ейнштейна, що дозволяють існування замкнутих часоподібних ліній.